# Ericoide

## Ericoide
Ericoide es un adjetivo referente a la botánica, del género Erica y con sufijo -oide que viene de la raíz griega ειδος (eidos) que significa “parecido a o en forma de”.  Erica es un género de Fanerógama que se encuentra dentro de la familia Ericaceae, conocida comúnmente como brezos. 
Ericoide hace referencia a una planta que pertenece a la familia de las ericáceas o familia Ericaceae. Dicho adjetivo nos indica que es una especie similar al brezo y a sus hojas aunque, en muchos casos, también se le puede comparar con otras como: el arándano o el madroño; así como con sus cualidades y propiedades. 
Por otra parte, es importante saber que, este mismo término, se aplica a las plantas que tienen sus hojas muy cortas, estrechas y ceñidas unas con otras. A día de hoy, es una palabra en desuso dentro del mundo de la botánica.

## Etimología
La palabra ericoide viene del griego “ερεικη” (ereikē) que significa brezo y del sufijo “oide” de la raíz “ειδος” (eidos) que indica parecido a.

## Procedencia
La gran mayoría de las especies de esta familia son de Sudáfrica y son los conocidos como brezos del Cabo. Sin embargo, encontramos otras especies de diferentes zonas de África, otras que proceden de las Islas Canarias y las regiones mediterráneas y, finalmente, muchas pertenecientes a distintos lugares de Europa.
Esta familia comprende un total de 1976 especies y, de todas esas, solo 863 han sido aceptadas. 

## Significado en el ámbito paisajístico
Dentro del ámbito del paisajismo, es importante conocer la familia de esta especie. Las ericáceas pertenecen al orden de las ericales en las que se incluyen árboles, matas, arbustos y leñosas.
La mayoría de las especies de la familia Ericaceae son arbustos que rondan los 0,2 y 1,5 metros de altura a excepción de dos de ellas: Erica arborea (brezo arbóreo) y Erica scoparia (brezo de las escobas) que pueden llegar a superar los 6 e, incluso, 7 metros de altura. 
Se caracterizan por tener hoja perenne en mucha cantidad pero son hojas pequeñas, casi tanto que rondan entre los 2 y los 15 mm de longitud. Sus flores son axiales y, a veces, pueden terminar en espiga. Además, encontramos flores dispuestas boca arriba y otras boca abajo pero, en ambos casos, siempre se encuentran agrupadas de forma masiva. Se cultivan en muchos jardines por el efecto de abundancia floral que producen. 

## Función y usos
Son especies que tienen una función formadora de suelos, sobre todo en los terrenos áridos que es donde se suelen desarrollar normalmente ya que, al ser plantas que conviven con leguminosas y plantas carnívoras, los suelos en los que aparecen son escasos en nutrientres. 
Sirven como alimento tanto para el ganado como para los animales salvajes. Tienen alta capacidad de resistencia al fuego, así como para volver a brotar con facilidad. En definitiva, son muy resistentes a las altas temperaturas y, en consecuencia de ello, a las sequías e incendios. Además, se adaptan perfectamente a suelos pobres y ácidos.
La Erica arbórea, nombrada anteriormente, tiene una capa gruesa de cepas que se encuentra debajo de la tierra de la cual, brotan las ramas. Las cepas son usadas como combustible por su alto poder calorífico y su madera, al ser muy dura y sin vetas, se usa para la fabricación de las conocidas como pipas de brezos que son pipas de fumar en las que usan esta madera para su fabricación por ser lo suficientemente densa y porosa.

## Taxonomía
Ericaceae tiene ocho subfamilias, entre las que encontramos: 
1. Arbutoideae
2. Cassiopoideae
3. Enkianthoideae
4. Ericoideae
5. Harrimanelloideae
6. Monotropoideae
7. Styphelioideae
8. Vaccinioideae